# 牧野洋一
牧野 洋一（まきの よういち、1931年10月4日 - ）は、日本の地方公務員。東京都副知事や、東京都国民健康保険団体連合会理事長、全国信用保証協会連合会会長を務めた。

## 人物・経歴
1954年東京都立大学人文学部卒業。1966年東京都民生局副主幹。1968年東京都民生局厚生部調査課長。1969年東京都民生局厚生部企画課長。1971年東京都民生局総務部庶務課長。1973年東京都民生局主幹。1976年東京都政策室参事。1979年東京都民生局総務部長。1981年東京都福祉局次長。1983年東京都立大学事務局長。1987年東京都労働経済局長。1990年東京都企画審議室長。1991年東京都副知事。1995年東京のあすを創る協会会長。1999年東京都国民健康保険団体連合会理事長。また、全国信用保証協会連合会会長としてCRD運営協議会の設立にあたり、のち全国信用保証協会連合会特別顧問、社会福祉法人恩賜財団東京都同胞援護会理事長。2002年勲二等瑞宝章受章。